# Jet Schouten
Jet Schouten is een Nederlandse onderzoeksjournaliste.
Na haar studie Theologie aan de Universiteit van Amsterdam behaalde ze in 2003 haar bachelor Hebreeuwse taal en cultuur. Vanaf 2019 volgde ze een fellowship aan de Universiteit van Michigan.
Na haar studie Hebreeuws werkte zij tot 2006 als schrijfster bij het landelijk Bureau DISK in Amsterdam. Na drie jaar als verslaggever voor de IKON te hebben gewerkt maakte zij in 2011 de overstap als onderzoeksjournaliste naar het televisieprogramma Radar van de AVROTROS. Ze hield zich hier bezig met gezondheidszorg waarbij ze in het nieuws kwam met een onderzoek over implantaten met een hoog risico en de regelgeving voor medische hulpmiddelen. Het door Radar verzonnen bekkenbodemmatje, bestaande uit een mandarijnennetje, bleek na uitwerking en beschrijving op de markt te kunnen worden gebracht als medisch hulpmiddel. Schouten werd voor dit onderzoek "Mandarijnennetje als Implantaat" samen met Linda Stoltenberg in 2015 beloond met de journalistenprijs De Loep. Hierna kwam zij in contact met Joop Bouma van het dagblad Trouw. Bouma introduceerde haar bij het internationale onderzoekscollectief International Consortium of Investigative Journalists. Het leidde tot een groot wereldwijd onderzoek naar regelgeving omtrent implantaten. Samen met Bouma werd Schouten vanwege de ‘omvang van het onderzoek, de complexiteit door de internationale samenwerking en de impact’ in 2018 uitgeroepen tot Journalist van het Jaar.

## Prijzen
- Journalist van het Jaar (2018)
- De Loep (2015)